# Antônio Emidio Vilar
Antônio Emidio Vilar SDB (ur. 14 listopada 1957 w Guardinha) – brazylijski duchowny katolicki, biskup São João da Boa Vista w latach 2016–2022, biskup São José do Rio Preto od 2022.

## Życiorys
9 sierpnia 1986 otrzymał święcenia kapłańskie w zgromadzeniu salezjanów. Był m.in. wychowawcą w zakonnym seminarium, mistrzem nowicjatu, wykładowcą zakonnego instytutu w São Paulo, radnym inspektorii oraz sędzią trybunału regionalnego w Aparecidzie.
23 lipca 2008 papież Benedykt XVI mianował go biskupem diecezji São Luíz de Cáceres. Sakry biskupiej udzielił mu 27 września 2008 metropolita São Paulo – kardynał Odilo Scherer. Diecezję objął 25 października 2008.
28 września 2016 został ordynariuszem diecezji São João da Boa Vista. Ingres odbył 20 listopada 2016.
19 stycznia 2022 roku papież Franciszek przeniósł go na urząd ordynariusza diecezji São José do Rio Preto. Rządy w diecezji przejął 19 marca 2022. 22 maja 2025 zgodnie z decyzją papieża Leona XIV o podniesieniu diecezji São José do Rio Preto do rangi archidiecezji metropolitalnej, został mianowany jej pierwszym arcybiskupem metropolitą. Paliusz otrzymał z rąk papieża Leona XIV w dniu 29 czerwca 2025.